# Rhuddlanstadgan

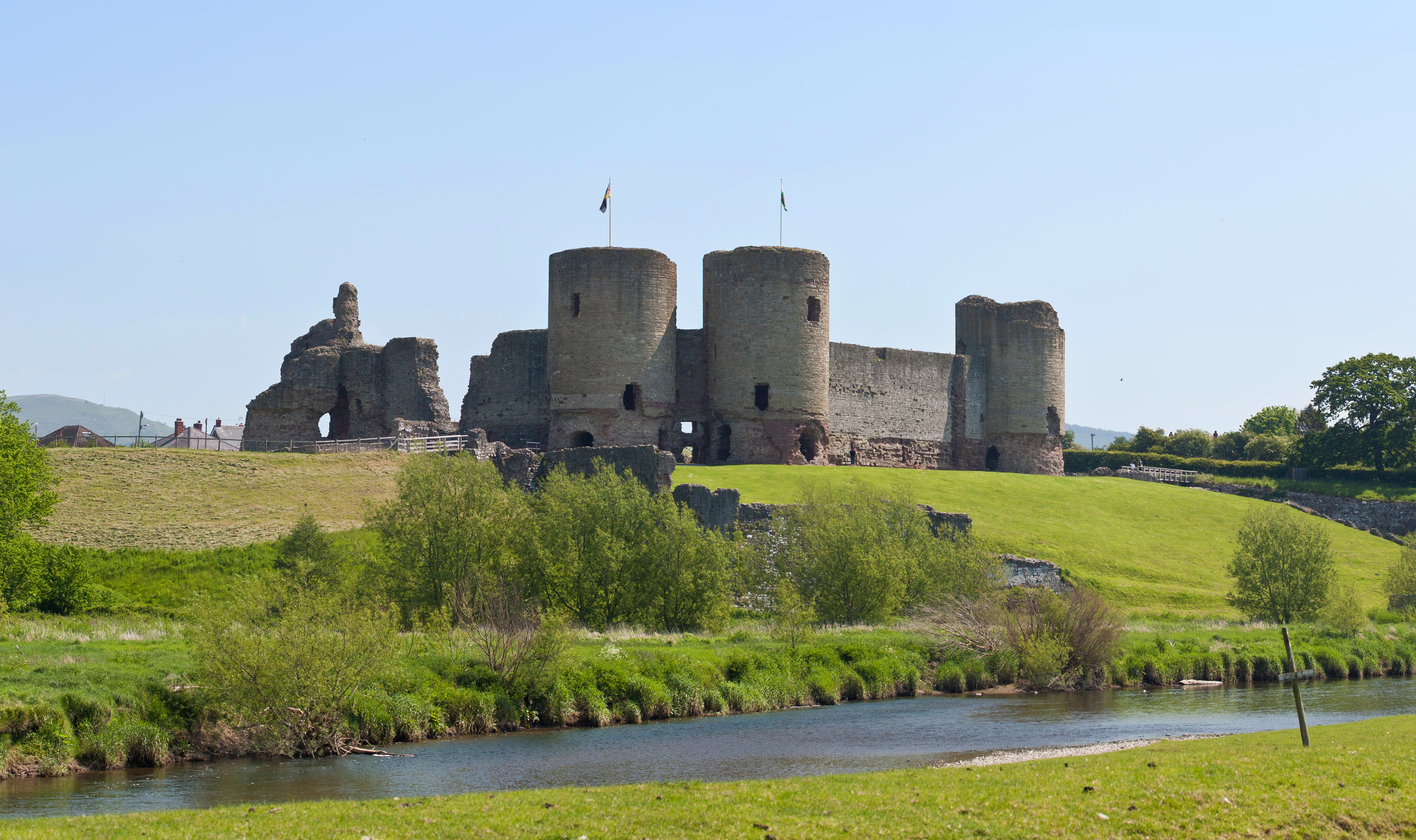
Rhuddlan Castle.

Rhuddlanstadgan (engelska: Statute of Rhuddlan) skrevs under 1284 efter att den engelske kungen Edvard I hade erövrat Wales. Efter Llywelyn ap Gruffudds nederlag 1282 inlemmades Wales i England och Edvard försökte skapa fred i det nya området. 
Stadgan delade in delar av Wales i grevskapen Anglesey, Merioneth och Caernarvon, införde det engelska common law-systemet och tillät kungen att utse sheriffer, coroners och fogdar. Vissa walesiska sedvänjor tilläts vara kvar, såsom arvärenden. Marcherlorderna behöll en stor del av den självständighet de innehaft före erövringen. 
Stadgan gällde fram till Henrik VIII:s Laws in Wales Act 1536.